# Ferdynand Goetel

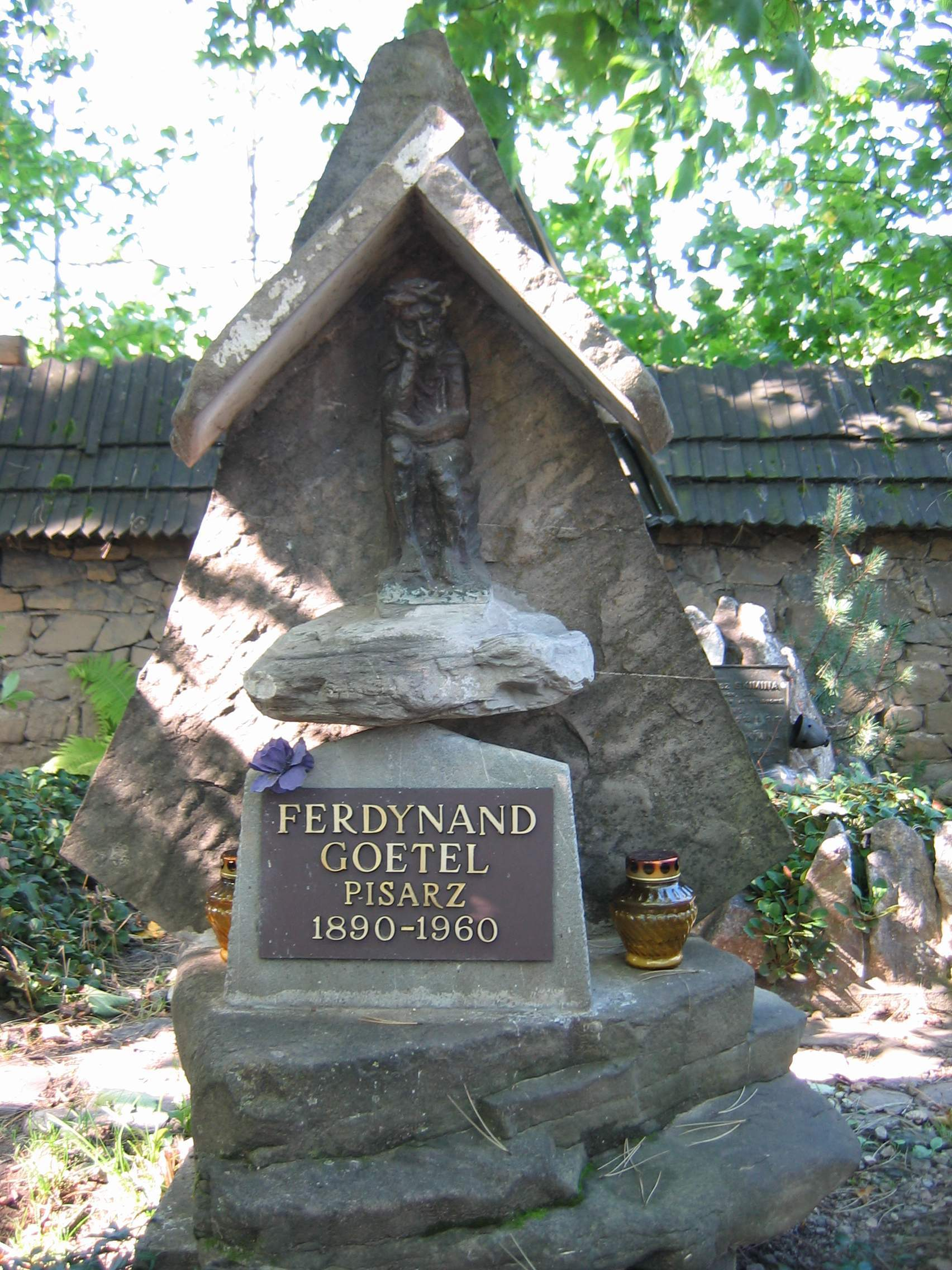
Nagrobek Ferdynanda Goetla na Cmentarzu Zasłużonych na Pęksowym Brzyzku w Zakopanem

Ferdynand Goetel (ur. 15 maja 1890 w Suchej, zm. 24 listopada 1960 w Londynie) – polski prozaik, dramatopisarz, publicysta, scenarzysta i działacz polityczny, członek Polskiej Akademii Literatury od 1935 r., działacz polskiego PEN Clubu i Związku Zawodowego Literatów Polskich.

## Życiorys
Syn Walentego i Julii z Köhlerów. Był bratem geologa Walerego Goetla, ojcem Elżbiety Goetel oraz Romana Goetla (fotograf). Ukończył szkołę realną w Krakowie. W latach 1908–1912 studiował architekturę na politechnice w Wiedniu, gdzie poznał m.in. Rafała Malczewskiego. Należał w tym czasie do polskiego klubu narciarskiego i wziął udział w kilku wyprawach narciarskich w Radstädter Tauern. Był członkiem Związku Strzeleckiego.
W latach 1907–1914 czynnie uprawiał taternictwo. Był od 1907 r. członkiem Klubu Kilimandżaro, a od 1908 Sekcji Turystycznej PTT. Wspinał się m.in. w towarzystwie brata Walerego, Mieczysława Świerza, Władysława Kulczyńskiego. Uczestniczył w pierwszych wejściach m.in. na Zasłonistą Turnię (w 1908 r.) i na Wielką Kapałkową Turnię z Doliny Śnieżnej (w 1909 r.). Tematyka tatrzańska pojawia się obficie w jego twórczości publicystycznej, poezji i opowiadaniach.
Od 1912 r. mieszkał w Warszawie. W wyniku wybuchu I wojny światowej jako poddany austriacki został przez Rosjan deportowany do Turkiestanu. W czasie rewolucji bolszewickiej wszedł do Rady Delegatów Robotniczych i Żołnierskich w Taszkencie, wcielony do Armii Czerwonej. Wraz z żoną i małą córeczką uciekł od bolszewików w 1920 r. i powrócił do Polski przez Iran, Indie i Anglię w 1921 r.
W latach 1921–1925 był sekretarzem Akademii Górniczej w Krakowie. Zajmował się też dziennikarstwem. W latach 1922–1925 zajmował stanowisko redaktora naczelnego „Przeglądu Sportowego”, a następnie „Kuriera Porannego”. W 1925 r. zamieszkał w Warszawie i pracował jako redaktor miesięcznika „Naokoło Świata”. W latach 1926–1933 był prezesem polskiego PEN Clubu, a w latach 1933–1939 prezesem Związku Zawodowego Literatów Polskich. Był pomysłodawcą nazwy Obozu Zjednoczenia Narodowego. W 1929 otrzymał Państwową Nagrodę Literacką.
II wojnę światową spędził w Warszawie. W trakcie obrony miasta we wrześniu 1939 r. był kierownikiem sekcji propagandy Obywatelskiego Komitetu Pomocy Ludności Warszawy. Współpracował wówczas z kierującym obroną Warszawy jej prezydentem Stefanem Starzyńskim, pisząc m.in. jego przemówienia radiowe. W latach 1943–1944 wspólnie z Wilamem Horzycą był redaktorem podziemnego pisma „Nurt”.
W 1943, za wiedzą Delegatury Rządu na Kraj, wziął udział w zorganizowanej przez Niemców misji, która badała groby polskich oficerów w Katyniu. Po wojnie był dla władz Związku Socjalistycznych Republik Radzieckich jednym z najbardziej niewygodnych świadków zbrodni katyńskiej. Został przez komunistyczne władze Polski Ludowej oskarżony o kolaborację z Niemcami. Rozesłano za nim list gończy. Przez rok ukrywał się w jednym z krakowskich klasztorów. Zdecydował się uciec z Polski na jesieni 1945. Z fałszywym paszportem holenderskim na nazwisko Jan Menten przez Czechosłowację i Bawarię dotarł do 2 Korpusu Polskiego we Włoszech. 30 marca 1946 oskarżający go wcześniej prokurator Roman Martini został zamordowany i nikt po nim nie przejął sprawy. Po oczyszczeniu przez specjalną komisję z zarzutów kolaboracji Goetel został oficerem prasowym 2 Korpus Polskiego. W 1946 wyjechał do Londynu. Był członkiem Ligi Niepodległości Polski. Publikował w polskiej prasie emigracyjnej, m.in. w londyńskich „Wiadomościach” i paryskiej „Kulturze”. Walczył piórem o godne miejsce Polski w Europie i ostro polemizował z zachodnimi politykami, którzy pozostawiali ją w sferze wpływów wschodnich. Pod koniec życia chorował na jaskrę, lecz mimo to regularnie dyktował artykuły do prasy. Laureat Nagrody Związku Pisarzy Polskich na Obczyźnie w 1959 roku.
W PRL komunistyczne władze obłożyły jego twórczość całkowitą cenzurą: przez 45 lat nie drukowano jego książek, a całą jego twórczość wycofano z bibliotek. Dopiero w czerwcu 1989 r. zarząd polskiego Pen Clubu pod przewodnictwem Juliusza Żuławskiego stwierdził całkowitą bezpodstawność zarzutów skierowanych przeciwko Goetlowi i zażądał przywrócenia pisarza i jego twórczości społeczeństwu.
13 grudnia 2003 r. prochy Ferdynanda Goetla sprowadzone do Polski zostały złożone na zakopiańskim Cmentarzu Zasłużonych na Pęksowym Brzyzku (sektor L-II-43).
Ferdynand Goetel był współautorem (drugim był Andrzej Strug) scenariusza filmu Pan Tadeusz w reżyserii Ryszarda Ordyńskiego.

## Ordery i odznaczenia
- Krzyż Komandorski Orderu Odrodzenia Polski (10 listopada 1928)[11]
- Złoty Wawrzyn Akademicki (5 listopada 1935)[12]
- Złoty Krzyż Zasługi (25 marca 1938)[13]

## Dzieła
- Kar Chat (1922);
- Przez płonący Wschód (Warszawa 1922);
- Pątnik Karapeta... (1923);
- Ludzkość (Warszawa 1925);
- Z dnia na dzień (Warszawa 1926);
- Egipt (Lwów 1927);
- Humoreski (1927);
- Wyspa na chmurnej północy (Warszawa 1928);
- Samuel Zborowski (1929);
- Serce lodów (1930);
- Dziesięciu z Pawiaka (scenariusz filmowy, 1931);
- Podróż do Indii (Warszawa 1933);
- Dzień wielkiej przygody (scenariusz filmowy, 1935);
- Pod znakiem faszyzmu (1938);
- Cyklon (Warszawa 1939);
- Czasy wojny (wspomnienia, Londyn 1955);
- Nie warto być małym (1959);
- Anakonda (pośmiertnie, 1964);
- Patrząc wstecz (pamiętnik, pośmiertnie, Londyn 1966).